# Comuni del Marocco
I comuni del Marocco (francese communes) sono l'unità amministrativa locale in cui sono suddivise le province e prefetture del Marocco. Si distinguono in municipalità (municipalités), meno numerose e di tipo urbano, e comuni rurali (communes rurales).
Sono identificati da un codice statistico di 7 cifre (le prime 3 identificano la provincia/prefettura).

## Città
Sono suddivise in arrondissement municipali.
- Tangeri: Bni Makada, Charf-Mghogha, Charf-Souani, Tanger-Médina.
- Fès: Agdal, El Mariniyine, Fès-Médina, Jnan El Ouard, Saiss, Zouagha.
- Rabat: Agdal-Ryad, El Youssoufia, Hassan, Souissi, Yacoub El Mansour.
- Salé: Bab Lamrissa, Bettana, Hssaine, Layayda, Tabriquet.
- Casablanca: ripartiti in più prefetture d'arrondissement, sono Ain Chock, nell'omonima prefettura; Ain Sebaâ, Hay Mohammadi e Roches Noires, nella prefettura di Ain Sebaa-Hay Mohammedi; Al Fida e Mers Sultan, nella prefettura di Al Fida-Mers Sultan; Ben M'Sick e Sbata, nella prefettura di Ben M'Sick; Anfa, Mâarif e Sidi Belyout, nella prefettura di Casablanca-Anfa; Hay Hassani, nell'omonima prefettura; Moulay Rachid e Sidi Othman, nella prefettura di Moulay Rachid-Sidi Othmane; Sidi Bernoussi e Sidi Moumen, nella prefettura di Sidi Bernoussi-Zenata.
- Marrakech: Ennakhil, Guéliz, Marrakech-Médina, Ménara, Sidi Youssef Ben Ali.

## Municipalità

### Béni Mellal-Khénifra

#### Provincia di Azilal
- Azilal
- Demnate

#### Provincia di Béni Mellal
- Béni Mellal
- El Ksiba
- Kasba Tadla
- Zaouiat Cheikh

#### Provincia di Fquih Ben Salah
- Fquih Ben Salah
- Oulad Ayad
- Oulad Nemma

#### Provincia di Khénifra
- Khenifra
- M'rirt

#### Provincia di Khouribga
- Bejaad
- Boujniba
- Hattane
- Khouribga
- Oued Zem

### Casablanca-Settat

#### Provincia di Benslimane
- Benslimane
- Bouznika
- El Mansouria

#### Provincia di Berrechid
- Berrechid
- Deroua
- El Gara
- Had Soualem
- Oulad Abbou
- Sidi Rahal Chatai

#### Prefettura di Casablanca
- Mechouar di Casablanca

#### Provincia di El Jadida
- Azemmour
- El Jadida
- Lbir Jdid

#### Provincia di Mediouna
- Lahraouyine
- Mediouna
- Tit Mellil

#### Prefettura di Mohammedia
- Mohammedia
- Ain Harrouda

#### Provincia di Nouaceur
- Bouskoura
- Dar Bouazza
- Nouaceur

#### Provincia di Settat
- Ben Ahmed
- El Borouj
- Oulad M'Rah
- Settat

#### Provincia di Sidi Bennour
- Sidi Bennour
- Zemamra

### Dakhla-Oued Ed Dahab

#### Provincia di Aousserd
- La Guera

#### Provincia di Oued Ed-Dahab
- Dakhla

### Drâa-Tafilalet

#### Provincia di Errachidia
- Erfoud
- Boudnib
- al-Rashidiyya
- Goulmima
- Jorf
- Mulay Ali Sherif
- Tinejdad

#### Provincia di Midelt
- Midelt
- Er-Rich

#### Provincia di Ouarzazate
- Ouarzazate
- Taznakht

#### Provincia di Tinghir
- Boumalne Dades
- Kelaat Mgouna
- Tinghir

#### Provincia di Zagora
- Agdz
- Zagora

### Fès-Meknès

#### Prefettura di Meknès
- Meknès
- Al Machouar - Stinia
- Boufakrane
- Toulal
- Moulay Idriss Zerhoun
- Ouislane

#### Provincia di Boulemane
- Boulemane
- Imouzzer Marmoucha
- Missour
- Outat El Haj

#### Provincia di El Hajeb
- Agourai
- Ain Taoujdate
- El Hajeb
- Sabaa Aiyoun

#### Prefettura di Fès
- Mechouar Fes Jdid

#### Provincia di Ifrane
- Azrou
- Ifrane

#### Provincia di Sefrou
- Bhalil
- El Menzel
- Imouzzer Kandar
- Ribate El Kheir
- Sefrou

#### Provincia di Taounate
- Ghafsai
- Karia Ba Mohamed
- Taounate
- Thar Es-Souk
- Tissa

#### Provincia di Taza
- Aknoul
- Oued Amlil
- Tahla
- Taza

#### Provincia di Moulay Yacoub
- Moulay Yacoub

### Guelmim-Oued Noun

#### Provincia di Assa-Zag
- Assa
- Zag

#### Provincia di Guelmim
- Bouizakarne
- Guelmim

#### Provincia di Sidi Ifni
- Lakhsas
- Sidi Ifni

#### Provincia di Tan-Tan
- Tan-Tan
- El Ouatia

### Laâyoune-Sakia El Hamra

#### Provincia di Boujdour
- Boujdour

#### Provincia di Smara
- Smara

#### Provincia di Laâyoune
- El Marsa
- Laâyoune

#### Provincia di Tarfaya
- Tarfaya

### Marrakech-Safi

#### Provincia di Al Haouz
- Ait Ourir
- Amizmiz
- Tahannaout

#### Provincia di Chichaoua
- Chichaoua
- Imintanoute

#### Provincia di El Kelâat Es-Sraghna
- El Kelâat Es-Sraghna
- Laattaouia
- Sidi Rahhal
- Tamallalt

#### Provincia di Essaouira
- Ait Daoud
- El Hanchane
- Essaouira
- Talmest
- Tamanar

#### Prefettura di Marrakech
- Mechouar Kasba

#### Provincia di Rehamna
- Ben Guerir
- Sidi Bou Othmane

#### Provincia di Safi
- Safi
- Jamaat Shaim
- Sebt Gzoula

#### Provincia di Youssoufia
- Echemmaia
- Youssoufia

### Rabat-Salé-Kenitra

#### Provincia di Kenitra
- Kenitra
- Mehdya
- Souk el Arbaa

#### Provincia di Khemisset
- Khemisset
- Rommani
- Tiflet
- Sidi Allal El Bahraoui

#### Prefettura di Rabat
- Touarga

#### Prefettura di Salé
- Sidi Bouknadel

#### Provincia di Sidi Kacem
- Dar Gueddari
- Had Kourt
- Jorf El Melha
- Mechra Bel Ksiri
- Sidi Kacem

#### Provincia di Sidi Slimane
- Sidi Slimane
- Sidi Yahya El Gharb

#### Prefettura di Skhirate-Témara
- Ain El Aouda
- Harhoura
- Skhirat
- Temara
- Aïn Attig

### Regione Orientale

#### Provincia di Berkane
- Ahfir
- Aïn Erreggada
- Aklim
- Berkane
- Saidia
- Sidi Slimane Echcharraa

#### Provincia di Driouch
- Ben Taieb
- Driouch
- Midar

#### Provincia di Figuig
- Bouarfa
- Figuig

#### Provincia di Guercif
- Guercif

#### Provincia di Jerada
- Ain Bni Mathar
- Jerada
- Touissit

#### Provincia di Nador
- Al Aaroui
- Beni Ensar
- Nador
- Zaio
- Zeghanghane
- Ras El Ma
- Selouane

#### Prefettura di Oujda-Angad
- Bni Drar
- Naima
- Oujda

#### Provincia di Taourirt
- Debdou
- El Aioun Sidi Mellouk
- Taourirt

### Souss-Massa

#### Prefettura di Agadir-Ida ou Tanane
- Agadir

#### Provincia di Chtouka-Aït Baha
- Aït Baha
- Biougra

#### Prefettura di Inezgane-Aït Melloul
- Aït Melloul
- Dcheira El Jihadia
- Inezgane
- Lqliâa

#### Provincia di Taroudant
- Ait Iaaza
- Aoulouz
- El Guerdane
- Irherm
- Oulad Berhil
- Oulad Teima
- Taliouine
- Taroudant

#### Provincia di Tata
- Akka
- Fam El Hisn
- Foum Zguid
- Tata

#### Provincia di Tiznit
- Tafraout
- Tiznit

### Tangeri-Tetouan-Al Hoceima

#### Provincia di Al-Hoseyma
- Al-Hoseyma
- Bni Bouayach
- Imzouren
- Targuist
- Ajdir

#### Provincia di Chefchaouen
- Chefchaouen

#### Provincia di Larache
- Ksar El Kebir
- Larache

#### Provincia di Ouezzane
- Ouezzane

#### Prefettura di Tangeri-Assila
- Assila
- Gueznaia

#### Provincia di Tétouan
- Oued Laou
- Tétouan

#### Prefettura di M'diq-Fnideq
- Fnidq
- Martil
- M'diq